# It's Only Us
'"It's Only Us"' é uma canção escrita por Robbie Williams e Guy Chambers gravada pelo cantor Robbie Williams. É o quinto single do segundo álbum de estúdio lançado a 26 de Outubro de 1998, I've Been Expecting You.
A música foi incluída na trilha sonora do jogo eletrônico FIFA 2000, sendo o tema de abertura do mesmo.

## Paradas
| Parada (1999)    | Posições |
| ---------------- | -------- |
| UK Singles Chart | 1        |
| Nova Zelândia    | 3        |
| Itália           | 4        |
| Finlândia        | 13       |
| Letônia          | 14       |
| Áustria          | 16       |
| Suíça            | 20       |
| Alemanha         | 30       |
| Países Baixos    | 33       |
| Suécia           | 42       |
| França           | 74       |